# Île-aux-Moines
Île-aux-Moines é uma comuna francesa na região administrativa da Bretanha, no departamento Morbihan. Estende-se por uma área de 3,2 km². Em 2010 a comuna tinha 631 habitantes (densidade: 197,2 hab./km²).